# Lo spettro di Canterville
Lo spettro di Canterville (The Canterville Ghost) è un film del 1944 diretto da Jules Dassin.